# Río Yuruari
El río Yuruari es un río de Venezuela que posee una longitud de 290 km, y fluye en el estado Bolívar. El mismo nace en los macizos montañosos de El Yagual y fluye hasta encontrar el río Cuyuní en cercanías a la ciudad de El Dorado, el Cuyuni alimenta a su vez al río Esequibo ubicado en la zona de Guayana.
A su orilla se encuentran las poblaciones de Guasipati, El Callao y Tumeremo, las cuales nacieron y se desarrollaron a finales del siglo XIX impulsadas por la explotación minera en la zona. Actualmente, la minería es aún muy importante en la zona del Yuruari, con presencia de oro (tanto en vetas como en forma aluvional), como también diamantes. 